# Abhyasa
Der Sanskritbegriff Abhyasa bedeutet Übung, Praxis. Er bildet neben Vairagya einen der beiden Stützpfeiler des Yoga.

## Etymologie
Abhyasa – अभ्यास  – abhyāsa – setzt sich zusammen aus der Vorsilbe abhi – अभि – abhi – (hin, zu, gegen) und dem Verb as – अस् – (werfen). Gemeint ist somit sich in ein Unterfangen werfen, um ein bestimmtes Ziel zu erreichen.

## Definition

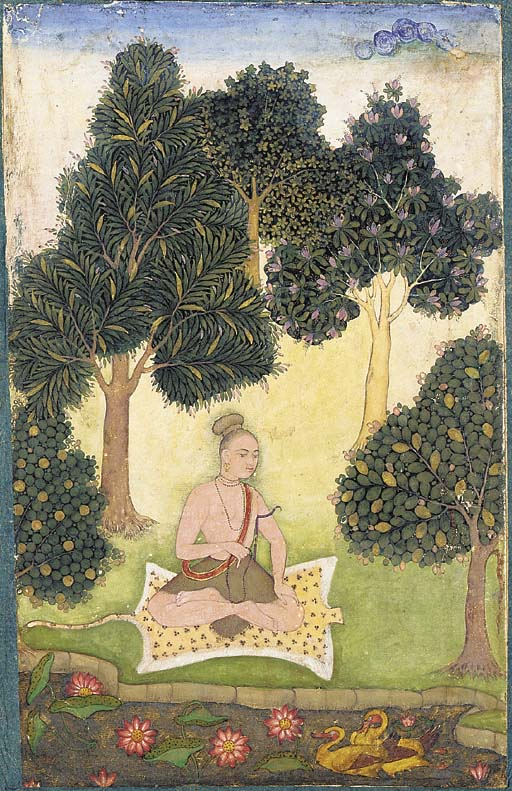
Ein im Garten meditierender Yogi, Gemälde einer Ragamala-Serie, um 1620–1640

Abhyasa wird als Übung und deren ständige Wiederholung definiert.

„Abhyasa ist die Kunst zu lernen, was nur unter Kultivierung disziplinierten Handelns sich angeeignet werden kann. Dies bedingt langwierige, motivierte, ruhige und nicht nachlassende Anstrengung.“

Im Vers 14 des Yogasutra gibt Patanjali folgende Definition:

„स तु दीर्घकाल नैरन्तर्य सत्कारा(दरा)सेवितो दृढभूमिः - sa tu dīrgha-kāla-nairantarya satkāra(-adara-)asevito dŗḍha-bhūmiḥ - Abhyasa ist eine ununterbrochene, disziplinierte, hingebungsvolle und wachsame Praxis, die unter göttlicher Führung erfolgt.“

Sie bildet ein solides Fundament, um die Launen des Geistes einzudämmen.

## Beschreibung
Im Hinduismus stellt Abhyasa eine spirituelle Praxis dar, die konstant und regelmäßig über einen längeren Zeitraum hinweg ausgeübt wird.
Insbesondere im Yoga wurde sie von dem großen Weisen (Maharishi) Patanjali in seinen Yogasutras als Disziplin vorgeschrieben. Abhyasa wird aber auch von Krishna in der Bhagavad Gita neben Vairagya als essentielle Technik beschrieben, den ruhelosen, flatterhaften Geist (Vritti) unter Kontrolle zu bringen.
Gemäß der Mimamsa, einer der sechs orthodoxen hinduistischen Schulen, ist Abhyasa eine der sechs markanten Stationen (sad-liṅga) auf dem traditionellen Weg zum Verständnis der Veden.

## Abhyasa im Yoga
Abhyasa wird in den Yogasutras an folgenden Stellen erwähnt:
Sutra I. 12:

„अभ्यासवैराग्याभ्यां तन्निरोधः – abhyāsa vairāgyābhyām tan-nirodhaḥ - Sowohl Übung (abhyasa) als auch ein Nicht-Eingreifen (vairagya) sind notwendig, um das sich zu Mustern strukturierende Bewusstsein zu beruhigen“

Die Komplementarität von Abhyasa und Vairagya soll durch folgende Fluss-Metapher veranschaulicht werden:
Für die Existenz eines Flusses sind zwei Dinge notwendig: Wasser und ein begrenzendes Ufer. Sind Ufer aber kein Wasser vorhanden, so haben wir nur ein ausgetrocknetes Flussbett vor uns. Ist Wasser vorhanden, aber kein einengendes Ufer, so erhalten wir eine überschwemmte Sumpflandschaft. Aber mittels der von Abhyasa geschaffenen, eingrenzenden Ufer und den Wassern von Vairagya, die Bewegung und Loslösung mit sich bringen, erhalten wir einen Strom an Bewusstheit.
Sutra I. 13:

„तत्र स्थितौ यत्नोऽभ्यासः – tatra sthitau yatno ‘bhyāsaḥ - Übung bedeutet, mittels dauernder Anstrengung in geistiger Stille zu verweilen“

Patanjali spielt hier auf die Beruhigung von Citta an, die nur durch die determinierte Handlungspraxis des Abhyasa gelingen kann, welche diszipliniert, fokussiert und zielgerichtet erfolgt.

## Abhyasa in der Bhagavad Gita
Der Begriff Abhyasa erscheint in der Bhagavad Gita in den Versen 6. 35, 8. 8, 12. 9, 12. 10 und 18. 36.
Vers 6. 35:

„श्रीभगवानुवाच: असंशयं महाबाहो मनो दुर्निग्रहं चलम् अभ्यासेन तु कौन्तेय वैराग्येण च गृह्यते – śrī bhagavān uvāca: asamśayaṁ maha-bāho mano durnigrahaṁ calam abhyāsena tu kaunteya vairāgyeņa ca gŗhyate - Der Höchste Herr, Sri Krishna, sprach: O starkarmiger Sohn Kuntis, es ist zweifellos sehr schwierig, den ruhelosen Geist zu zügeln, aber durch geeignete Übung und durch Loslösung ist es möglich.“

Vers 8. 8:

„अभ्यासयोगयुक्तेन चेतसा नान्यगामिना परमं पुरुषं दिव्यं याति पार्थानुचिन्तयन् – abhyāsa-yoga-yuktena cetasā nānya-gaminā paramaṁ purușaṁ divyaṁ yāti pārthānucintayan – Angeschirrt durch den Yoga der Übung wird der Geist am Wandern gehindert. Wenn du dich dann an mich erinnerst, o Partha, so wirst du meinen transzendentalen Aufenthaltsort erreichen.“